# Bratinac
Bratinac (cyr. Братинац) – wieś w Serbii, w okręgu braniczewskim, w mieście Požarevac. W 2011 roku liczyła 462 mieszkańców.